# Gandawesi
Gandawesi is een bestuurslaag in het regentschap Majalengka van de provincie West-Java, Indonesië. Gandawesi telt 3462 inwoners (volkstelling 2010).